# Beck Hugó
Madarasi Beck Hugó (Baja, 1843. január 13. – Budapest, Terézváros, 1926. november 25.) kúriai tanácselnök, jogász, író, Madarassy-Beck Nándor és Madarassy-Beck Miksa testvére. Beck Károly költő unokaöccse, Madarassy-Beck Gyula nagytőkés és Madarassy-Beck Marcell bankár unokatestvére. Fia Beck Lajos (1876–1953) politikus, szakíró.

## Élete
Beck Dávid és Berger Sarolta (1807–1880) fia. Középiskolai tanulmányait szülővárosában végezte, majd a pesti és a bécsi egyetemeken tanult. 1865-ben jogtudori oklevelet szerzett, 1867-ben ügyvédi vizsgát tett. 1873. április 29-én elhagyta az izraelita vallást és az evangélikus vallásra tért át a Budapest-Deák téri templomban. 1868 és 1892 között ügyvédként, illetve jogtanácsosként működött. 1892–1908 között a kúriai tanács bírája, 1908–1921 között a Kúriánál tanácselnök volt. Ülnöke volt a szabadalmi tanácsnak és társelnöke a Magyar Jogász Egyletnek.
Felesége Pollák Emília (1843–1883) volt, Pollák Ignác és Naschitz Betti lánya, akivel 1873. április 30-án Budapesten kötött házasságot.

## Nagyobb művei
- Észrevételek a magyar kereskedelmi törvénykönyv tervezetének a biztosítási ügyletet tárgyaló részére (1874)
- Az 1876. évi 27. t.c. hivatalos források alapján szerkesztve (1878)
- Törvényhozási reformok a biztosítási ügy terén (Budapest, 1890)
- Tanulmányok a biztosítási jogból (Budapest, 1891)
- Törvényjavaslat a magánbiztosítási vállalatokról (az igazságügyminiszter megbízásából (Budapest, 1894)
- A magán-biztosítási vállalatokról szóló törvényjavaslat (Budapest, 1896)
- Kereskedelmi jog (szerk., Budapest, 1905)
- Váltó-, csőd- és szabadalmi jog (szerk., Budapest, 1906)
- A szabadalmi jogunk reformja (Budapest, 1909)

### Műfordításai
- Beck Károly: Mater Dolorosa (Pest, 1864)
- Oeser: Az általános világtörténet vázlata (Pest, 1864)
- gr. Hunolstein: Mária Antónia levelezése (Pest, 1865)